# Cyrtinus meridialis
Cyrtinus meridialis es una especie de escarabajo longicornio del género Cyrtinus, tribu Cyrtinini, orden Coleoptera. Fue descrita científicamente por Martins & Galileo en 2010.

## Descripción
Mide 2,7 milímetros de longitud.

## Distribución
Se distribuye por Bolivia.